# Hygrochroa cerrita
Hygrochroa cerrita är en fjärilsart som beskrevs av Max Wilhelm Karl Draudt 1929. Hygrochroa cerrita ingår i släktet Hygrochroa och familjen silkesspinnare. Inga underarter finns listade i Catalogue of Life.